# Mio, mein Mio (Film)
Mio, mein Mio ist ein Fantasy-Abenteuerfilm des russischen Regisseurs Wladimir Grammatikow aus dem Jahr 1987 nach dem gleichnamigen Kinderbuch von Astrid Lindgren. Er entstand in einer Koproduktion zwischen der Sowjetunion, Schweden und Norwegen und hält sich im Wesentlichen an die Romanvorlage. Nick Pickard spielt die Hauptrolle des Bosse, der zum Prinzen Mio wird. In weiteren wichtigen Rollen sind unter anderem der 13-jährige Christian Bale in seinem ersten Kinofilm, Timothy Bottoms als König, Susannah York als Weberin und Christopher Lee als böser Ritter Kato zu sehen.
Der Originaltitel ist Mio, min Mio (schwedisch) bzw. Мио, мой Мио (russisch), der internationale Verleih erfolgte unter dem englischen Titel Mio in the land of faraway.
Der Film hatte seine Weltpremiere im Juli 1987 auf dem Moskauer Filmfestival und war ab dem 10. März 1988 in den Kinos der Bundesrepublik sowie ab dem 7. April 1989 in den Kinos der DDR zu sehen.

## Handlung
Der neunjährige Waisenjunge Bosse, eigentlich Bo-Wilhelm Olsson, lebt in Stockholm bei seinen Adoptiveltern, Onkel Sixten und Tante Edna, da seine Mutter bei seiner Geburt verstorben ist. Seinen Vater kennt Bosse nicht. Onkel und Tante behandeln ihn jedoch schlecht, weshalb er eines Tages ausreißt. Als er am Laden von Frau Lundin vorbeikommt, schenkt diese ihm einen Apfel und bittet ihn, eine Postkarte in den Briefkasten zu werfen.
Als Bosse sich auf eine Parkbank setzt, verwandelt sich der Apfel in Gold und rollt zu einer alten Weinflasche. Aus dieser befreit Bosse einen Geist, der ihn in das Land Außerhalb (DDR-Synchro: Land der Ferne) mitnimmt. Sie fliegen an den Sternen vorbei, bis sie eine grüne Insel erreichen, wo Bosse bereits von seinem Vater erwartet wird. Es stellt sich heraus, dass dieser der König dieses Landes ist und Bosse eigentlich Prinz Mio heißt. Er erhält auch ein Pferd namens Miramis und kann in Jum-Jum, einer Verkörperung seines irdischen Freundes Benke, einen Freund gewinnen.
Die neuen Freunde sind entschlossen, das Land vom bösen Ritter Kato, der ein Herz aus Stein hat, zu befreien. Auf dem Weg dorthin ins Land der ewigen Nacht treffen sie auf Kinder von Hirten, die ihnen Brot geben, das jeden Hunger stillt. Von einer Weberin erhalten sie einen Umhang, der unsichtbar macht und von einem Schwertschmied ein Schwert, das Steine durchtrennen kann. Nachdem sie Kato getötet und dadurch dem Land die Freiheit zurückgegeben haben, werden die Kinder befreit, die Kato entführt hatte. Gemeinsam kehrt die Kinderschar gesund in das Land Außerhalb zurück. Mio bleibt bei seinem Vater, dem König.

## Besetzung und Synchronisation
Von dem Film entstanden zwei deutsche Schnitt- und Synchronfassungen, eine in der Bundesrepublik und eine in der DDR.
Die bundesdeutsche Version zeigt im Vor- und Abspann bewegte Hintergrundbilder, während die DDR-Version lediglich ein Standbild zeigt.
Beim Start zum „Land der Ferne“ wird in der bundesdeutschen Version der Titelsong von Gemini gespielt, in der DDR-Version nur die Instrumentalversion. Die bundesdeutsche Version ist in DOLBY-Surround, die DDR-Version in Mono synchronisiert.

### Synchronisation
| Rolle           | Darsteller          | BRD-Synchronisation | DDR-Synchronisation  |
| --------------- | ------------------- | ------------------- | -------------------- |
| Mio / Bosse     | Nicholas Pickard    | Gerrit Schmidt-Foß  | Robert Silbe         |
| Jum-Jum / Benke | Christian Bale      | Simon Jäger         | André Gudzuhn        |
| König           | Timothy Bottoms     | Norbert Langer      | Frank Schenk         |
| Kato            | Christopher Lee     | Michael Chevalier   | Hinrich Köhn         |
| Weberin         | Susannah York       |                     | Gabriele Streichhahn |
| Schwertschmied  | Sverre Anker Ousdal |                     | Lutz Riemann         |
| Eno             | Igor Jassulowitsch  |                     | Hasso Zorn           |
| Geist           | Geoffrey Staines    |                     | Victor Dräger        |
| Jiri            | Andrei Petrow       |                     | Olaf Lachmann        |
| Nonno           | Andrei Sergejew     |                     | Stephan Ahmad        |
| Tante Edna      | Gunilla Nyroos      | Christel Merian     | Anne Wollner         |
| Frau Lundin     | Linn Stokke         |                     | Gabriele Streichhahn |
| Dialogbuch      |                     | Ruth Leschin        | Willi Lindner        |
| Dialogregie     |                     | Ruth Leschin        | Hasso Zorn           |

## Hintergrund

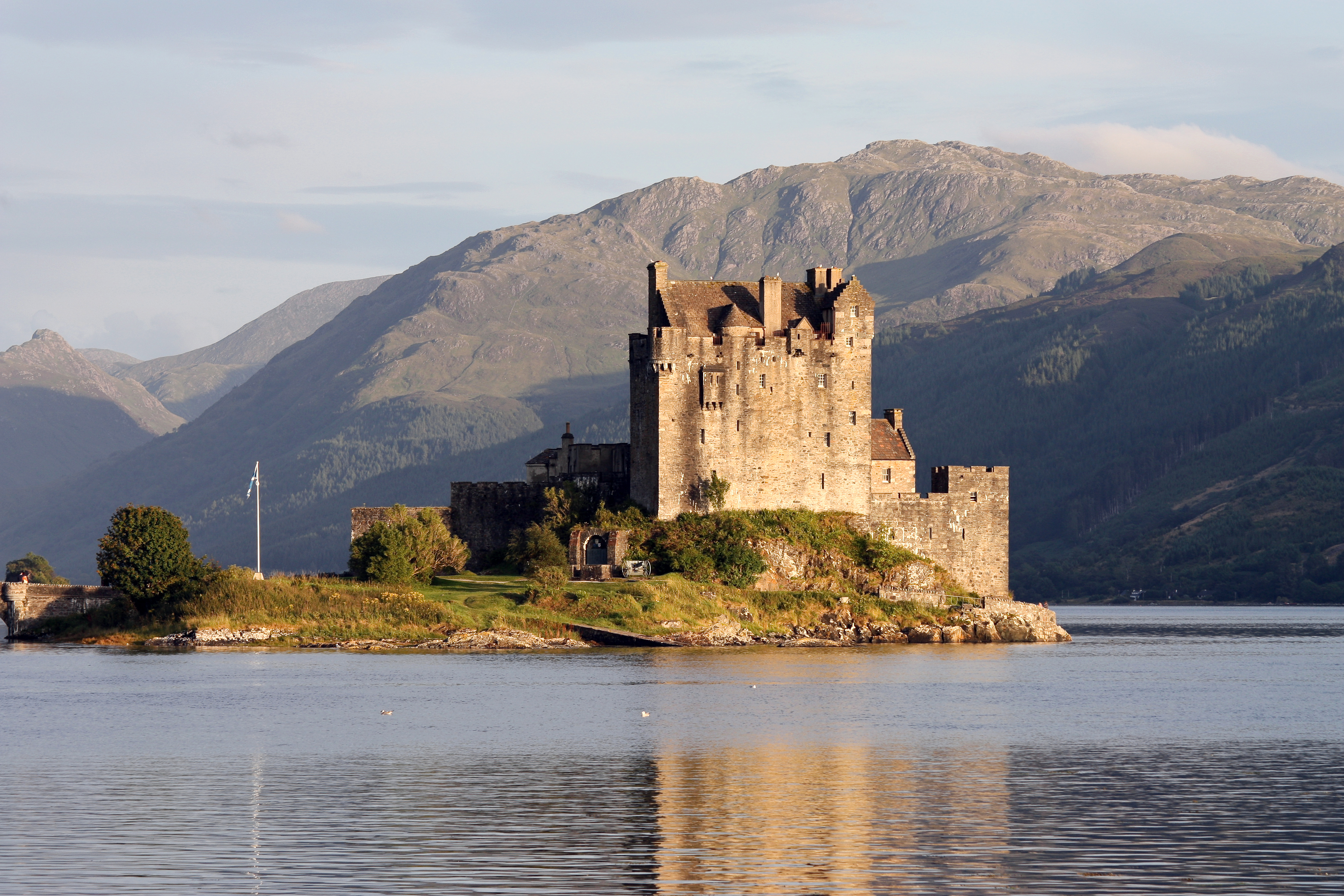
Eilean Donan Castle, im Film die Burg von Ritter Kato

- Die Titelmusik stammt von Benny Andersson und Björn Ulvaeus, den beiden männlichen Mitgliedern von ABBA. Interpretiert wurde der Titel von Gemini, einer Nachfolgegruppe von ABBA.
- Sir Christopher Lee bemerkte zu seiner Rolle als Kato: „Ich liebe Märchen sehr, deshalb habe ich diese Rolle dankend angenommen.“
- Für Christian Bale war es der zweite Film vor seiner Hollywood-Karriere.
- Eilean Donan Castle in Schottland ist im Film die Burg von Ritter Kato.
- Erstausstrahlung im deutschen Fernsehen: Das DDR-Fernsehen strahlte den Film zuerst in der russischen Version mit deutschen Untertiteln in der Filmreihe „Für Freunde der russischen Sprache“ aus.

## Unterschiede zum Buch
- Der Mann von Tante Edla, Onkel Sixton, taucht in dem Film selbst nicht auf. Es ist nur seine Stimme zu hören.
- Der magische Löffel von Jiris Schwester wird weggelassen.